# Fraisse-sur-Agout
Fraisse-sur-Agout ist eine französische Gemeinde mit 337 Einwohnern (Stand: 1. Januar 2022) im Département Hérault in der Region Okzitanien (vor 2016: Languedoc-Roussillon). Sie gehört zum Arrondissement Béziers und ist Mitglied im Gemeindeverband Communauté de communes du Haut-Languedoc. Die Bewohner werden Fraïssignols und Fraïssignoles genannt.

## Lage
Die Gemeinde Fraisse-sur-Agout liegt an der Grenze zum Département Tarn und im Regionalen Naturpark Haut-Languedoc, etwa 34 Kilometer nordwestlich von Béziers am Agout. Umgeben wird Fraisse-sur-Agout von den Nachbargemeinden Nages im Norden, Murat-sur-Vèbre im Nordosten, Cambon-et-Salvergues im Osten, Saint-Julien im Osten und Südosten, Saint-Vincent-d’Olargues im Südosten, Saint-Étienne-d’Albagnan, Prémian und Riols im Süden sowie La Salvetat-sur-Agout im Westen.

## Bevölkerungsentwicklung
| Jahr                       | 1962 | 1968 | 1975 | 1982 | 1990 | 1999 | 2006 | 2013 | 2020 |
| Einwohner                  | 356  | 294  | 270  | 266  | 249  | 322  | 363  | 343  | 338  |
| Quellen: Cassini und INSEE |      |      |      |      |      |      |      |      |      |

## Sehenswürdigkeiten
- Statuenmenhir von Picarel
- Menhir von Cambaissy

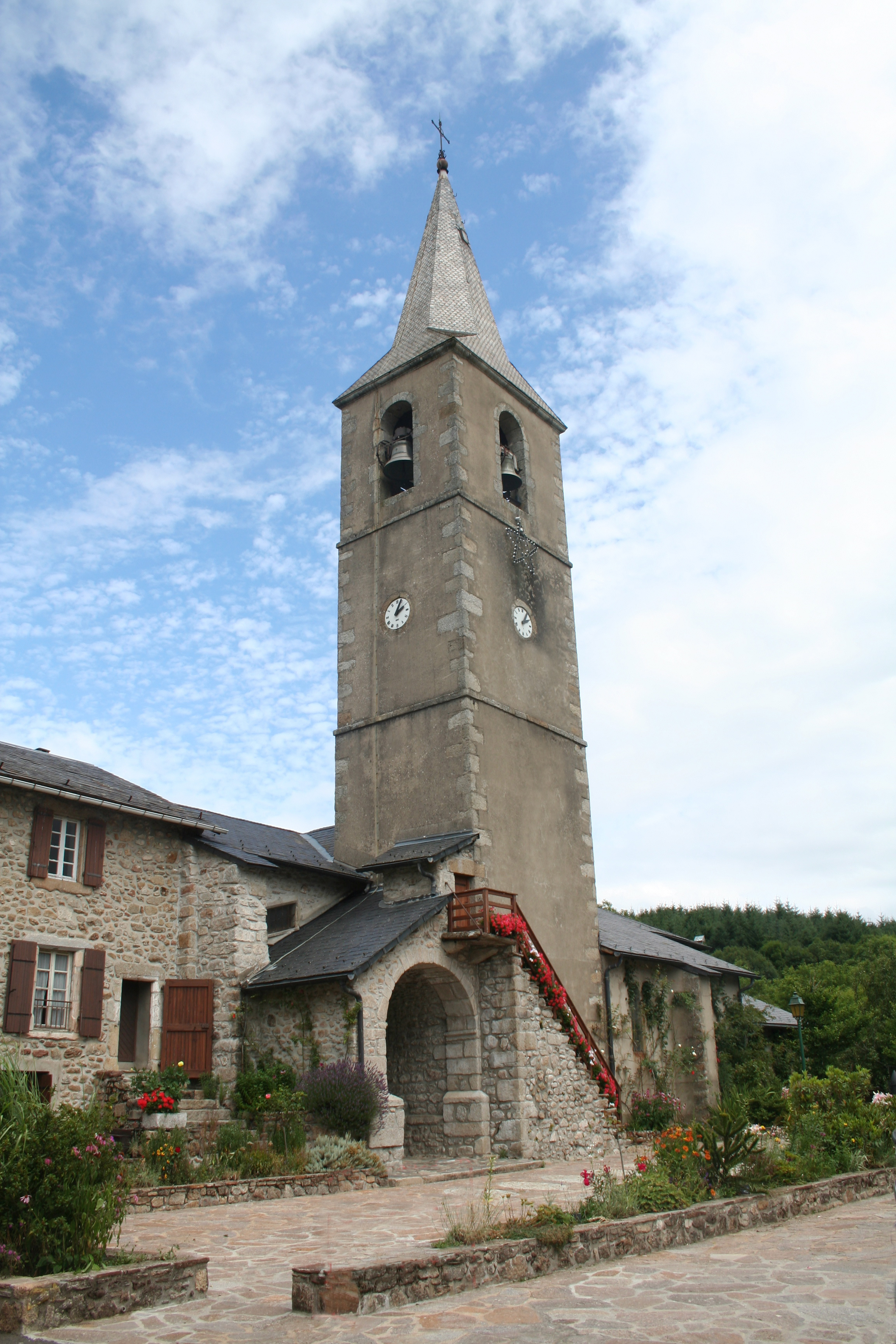
Kirche Saint-Jean-Baptiste
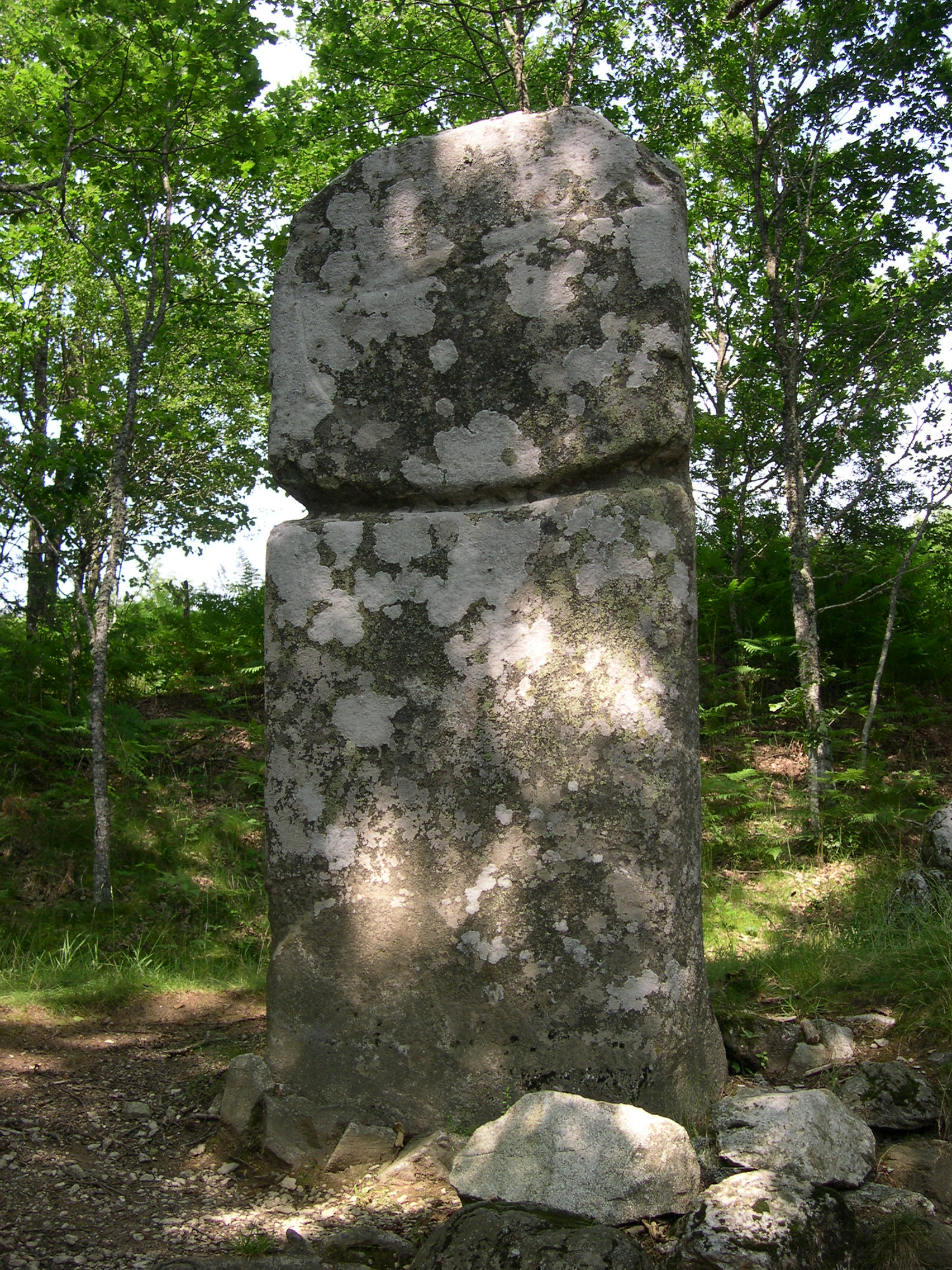
Menhir Picarel
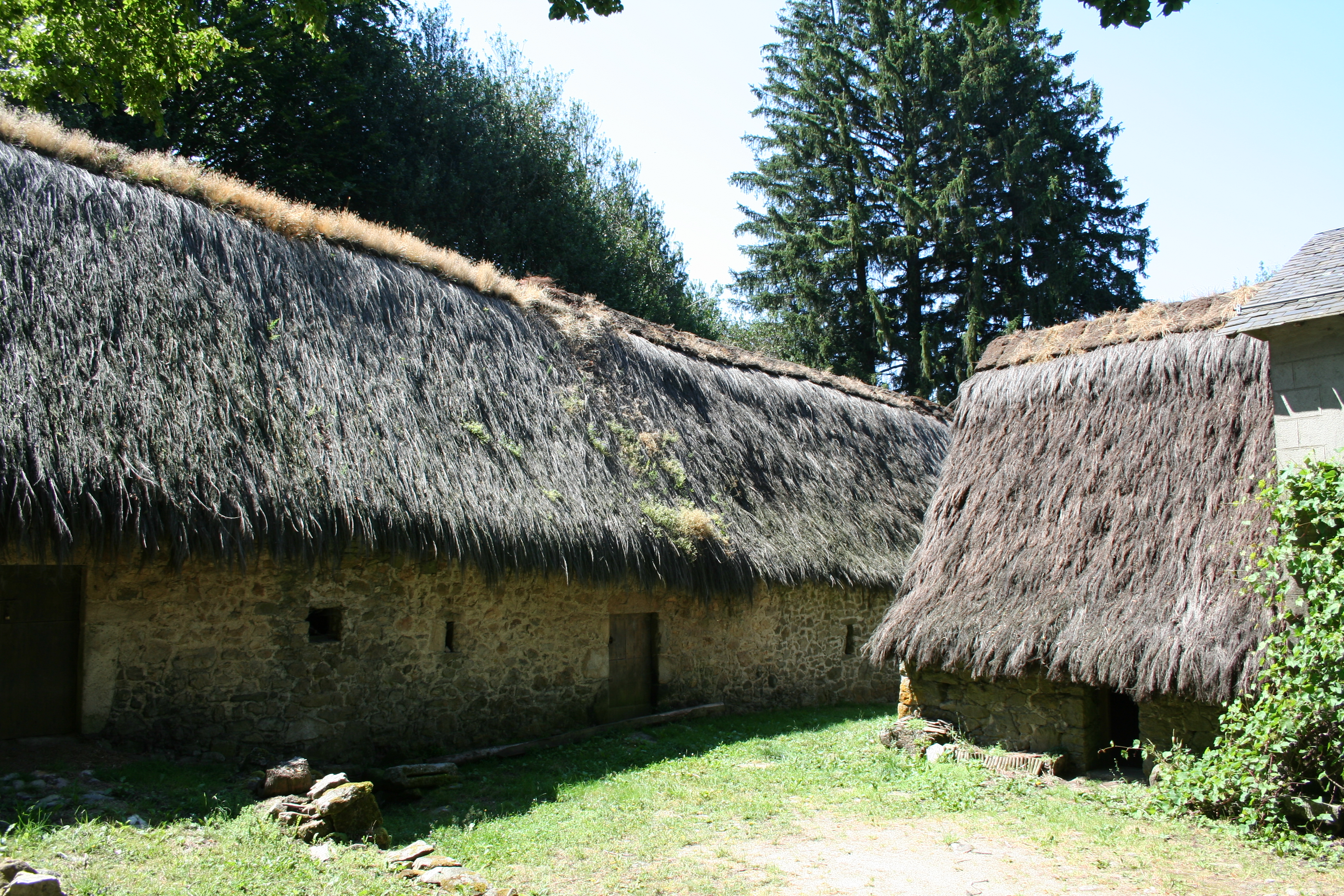
Mittelalterlicher Hof Prat Alaric
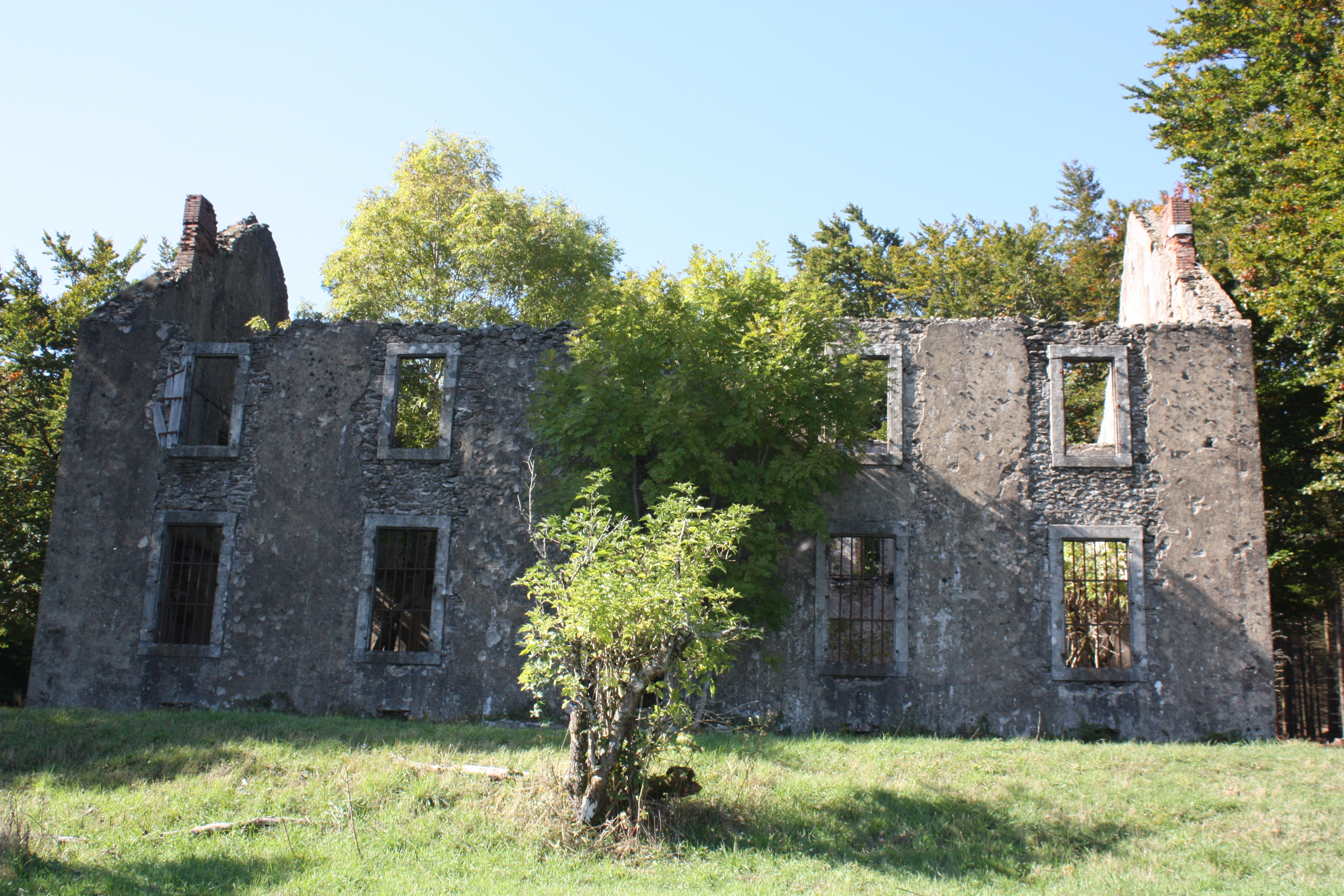
Schlossruine Les Sierres
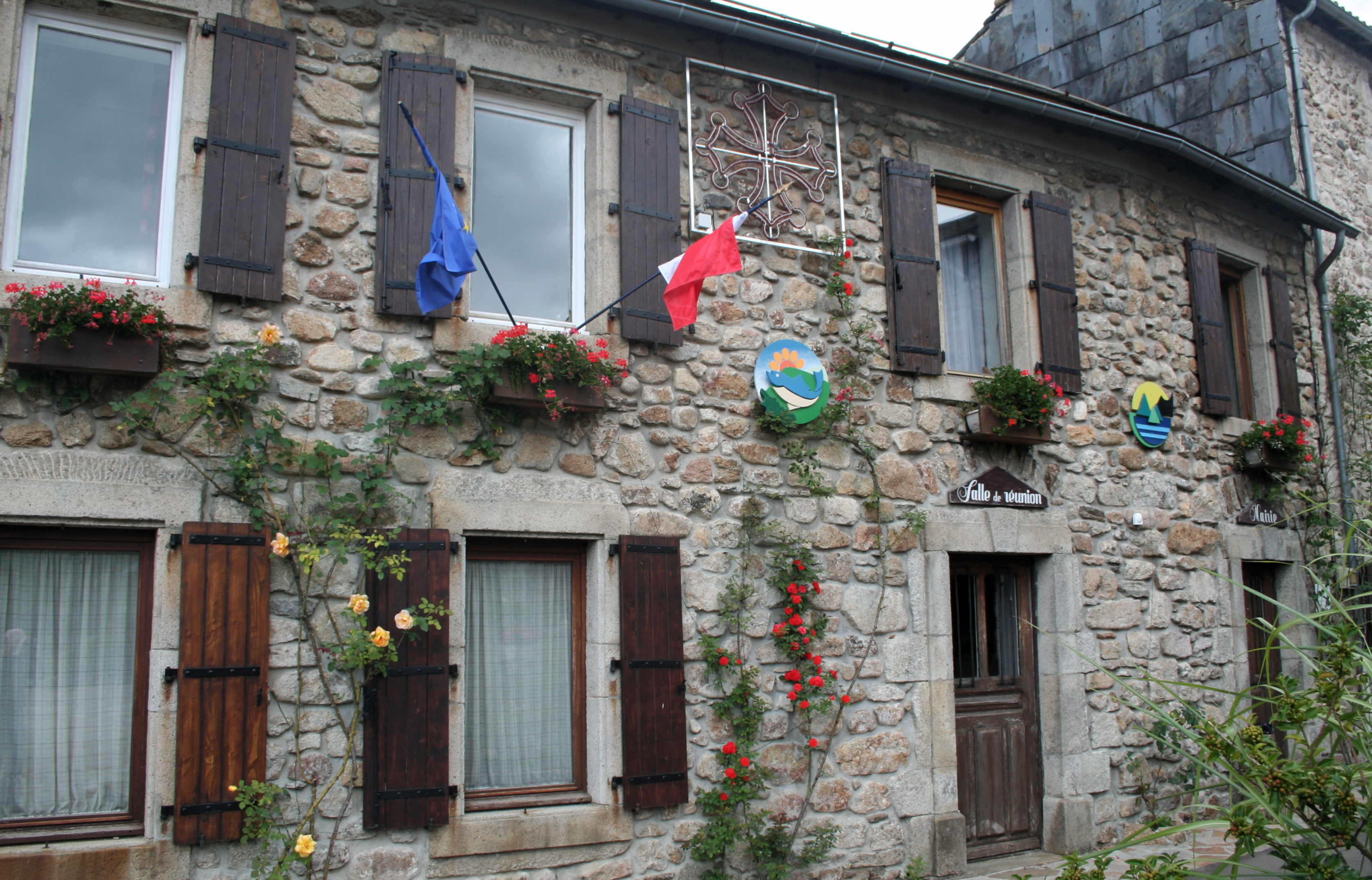
Rathaus (mairie)

- Kirche Saint-Jean-Baptiste
- Menhir Picarel
- Mittelalterlicher Hof Prat Alaric
- Schlossruine Les Sierres
- Rathaus (mairie)